# Hang-dong
Hang-dong (koreanska: 항동) är en stadsdel i stadsdistriktet Guro-gu i Sydkoreas huvudstad Seoul. 